# Droit de la concurrence
Le droit de la concurrence est une branche spécialisée du droit des affaires. Il regroupe l'ensemble des dispositions législatives et réglementaires visant à garantir le respect du principe de libre concurrence au sein d'une économie de libre marché.

## Définition
Entendu au sens strict du terme, le droit de la concurrence englobe les matières juridiques issues, directement ou indirectement, du droit de l'Union européenne :
- le droit des pratiques anticoncurrentielles ;
- le contrôle des concentrations ;
- le contrôle des aides d'État.

### Droit des pratiques anticoncurrentielles
Le droit des pratiques anticoncurrentielles (ententes et abus de domination) est un contrôle dit a posteriori, qui consiste à sanctionner les acteurs économiques auteurs de pratiques ayant pour objet ou pour effet d'entraver le libre jeu de la concurrence. Les sanctions sont prononcées par l'autorité de concurrence compétente (Autorité de la concurrence en France, Commission européenne pour les pratiques anticoncurrentielles de dimension européenne). Il s'agit de sanctions financières pouvant généralement atteindre 10 % du chiffre d'affaires mondial de l'entreprise visée, d'où le prononcé d'amendes-records dans certaines affaires médiatisées. Ce montant est jugé nécessaire pour garantir l'effet dissuasif de la sanction ; sa nature est celle d'une sanction administrative (tel est notamment le cas en France et devant la Commission européenne). Les décisions de sanction sont fréquentes en France, dont l'Autorité de la concurrence a été classée en 2015 comme l'autorité nationale de concurrence la plus active du monde, suivie par l'Office fédéral de lutte contre les cartels allemand et par la Federal Trade Commission (FTC) américaine. En France, la décennie 2010 a assisté au prononcé de décisions de sanction assez médiatisées, parfois rendues spectaculaires tant par le montant des amendes infligées que par la forte notoriété des entreprises sanctionnées (exemples : cartel du yaourt en 2015 ou cartel de la lessive en 2011). Au regard des effets réels des pratiques sanctionnées, le montant des sanctions prononcées est parfois perçu comme un montant excessivement élevé, au point même de fragiliser les entreprises auxquelles ces sanctions sont infligées. Les pratiques anticoncurrentielles sont également susceptibles de faire l'objet de sanctions pénales : tel est par exemple le cas en France où l'article L.420-6 du code de commerce punit les ententes et abus de domination économique de quatre ans d'emprisonnement et 75.000 euros d'amende. Cependant, les poursuites pénales en la matière sont quasi inexistantes à ce jour, les sanctions administratives précédemment évoquées ayant un effet beaucoup plus dissuasif en raison de leur montant.
Le rapprochement entre le droit des pratiques concurrentielles de l'Union européenne et celui des États-Unis fait l'objet de nombreuses études comparatives.

### Contrôle des concentrations
Le contrôle des concentrations est, à l'inverse du droit des pratiques anticoncurrentielles, un contrôle dit a priori. Il attribue aux autorités nationales de concurrence (exemple : Autorité de la concurrence en France) ou, selon le cas, à la Commission européenne, le pouvoir de donner ou non leur accord à un projet de rapprochement entre entreprises. Un tel contrôle préalable est obligatoire dès lors que les entreprises qui souhaitent se rapprocher entre elles atteignent une certaine taille. Concrètement, l'entreprise qui projette de prendre le contrôle d'une autre doit déposer un dossier de concentration auprès de l'autorité de concurrence compétente : ce dossier comporte principalement une analyse des effets économiques de l'opération projetée. En substance, le contrôle des concentrations tend à vérifier, au préalable, que la prise de contrôle d'une entreprise par une autre ne générera pas un niveau de part de marché tel que le nouvel ensemble qui en résulte menacerait le jeu normal de la concurrence. En pratique, les décisions refusant de donner leur accord sont très rares ; plus fréquentes sont les décisions assorties de conditions ou d'engagements pris par l'entreprise qui prend le contrôle de l'un de ses concurrents.

### Contrôle des aides d'État
Le contrôle des aides d'État est fréquemment rattaché au droit public et au droit fiscal, dès lors qu'il concerne les aides émanant d'organismes publics (exemple : subventions, exonérations fiscales etc.) et susceptibles de créer une distorsion de concurrence sur le marché, au profit des entreprises établies dans l’État-membre pourvoyeur de l'aide. Le contrôle des aides d’État, à la différence du droit des pratiques anticoncurrentielles et du contrôle des concentrations, est principalement mis en œuvre par les institutions européennes en ce qu'il vise à éviter toute mesure nationale qui favoriserait les entreprises situées sur le territoire de l’État.

## Fondements théoriques
« La concurrence apparaît de plus en plus comme une forme d’organisation et non plus comme un état naturel, spontané, normal ».
À défaut de pouvoir décréter la concurrence, le rôle du droit de la concurrence est souvent d’obliger les entreprises à se faire concurrence, ou à la subir. Concrètement, le droit de la concurrence sanctionnera ou empêchera les entraves apportées par les acteurs économiques eux-mêmes, de manière intentionnelle ou non, au libre jeu du marché. La protection des concurrents n’est pas le souci premier du droit de la concurrence ; ce qui le préoccupe, en principe, c’est le fonctionnement macroéconomique du marché et notamment la recherche de l’efficience économique. L'efficience économique est entendue comme « la plus grande satisfaction du consommateur par les producteurs compte tenu de la rareté des ressources globales de la collectivité ».
Le droit de la concurrence obéit ainsi à une démarche régulatrice, par opposition à la démarche interventionniste. Ses origines historiques sont à trouver dans les premières lois Antitrust promulguées aux États-Unis (cf. infra). À cette époque, le credo du « laisser-faire, laisser passer » appelle effectivement un complément régulateur. En effet, dans une économie libérale de type traditionnel (fondée pour l'essentiel sur l'artisanat, le négoce et le petit commerce, ou encore la petite industrie), le marché est le plus souvent atomisé et les acteurs économiques ont un poids trop insignifiant pour que, même en cas de concertation entre eux, leur comportement ait une réelle incidence sur le jeu de la concurrence. Tel n'est en revanche plus le cas lorsqu'un marché donné est de fait concentré entre quelques acteurs : en pareille situation, une concertation entre plusieurs acteurs (ou « cartel ») faussera, voire anéantira le jeu de la concurrence, et ce au détriment du consommateur. De même, une entreprise en situation de monopole ou quasi-monopole sur un marché peut aisément en évincer tout concurrent potentiel ou déjà existant, en mettant par exemple en œuvre des prix prédateurs, et ce sans même avoir à se concerter avec un autre acteur du marché (c'est le cas d'école de l'abus de position dominante). Le droit de la concurrence naît ainsi avec l'ère du capitalisme moderne. Il constitue un ensemble de mécanismes régulateurs répondant à l'idée que les acteurs économiques présents sur un marché n'ont aucun intérêt ni aucune propension naturelle à se livrer concurrence.
En pratique, et en fonction de la pondération des politiques de concurrence, les règles de droit de la concurrence et plus largement du droit économique ont vocation, concomitamment ou alternativement à :
1. autoriser, voire stimuler la concurrence entre les entreprises garantissant :
  - l’accès au marché ;
  - la transparence du marché ;
2. protéger la concurrence existante en sanctionnant
  - la concurrence déloyale ;
  - les pratiques élusives de concurrence ;
3. limiter ou interdire la concurrence dans certains cas :
  - en autorisant certaines entités à échapper à l’application du droit de la concurrence (but exclusivement social, prérogatives de puissance publique…) ;
  - en concédant provisoirement certains monopoles pour encourager la recherche (propriété intellectuelle des brevets).

## Typologie des incriminations et prescriptions du droit de la concurrence
Le droit de la concurrence prévoit un certain nombre d'incriminations et de prescriptions.
On distingue traditionnellement :
1. la surveillance des structures qui consiste à contrôler, avant leur réalisation, les fusions d'entreprises, c’est-à-dire leur concentration. L'autorité de concurrence compétente est appelée à analyser les effets sur le marché des projets de fusion entre entreprises concurrentes.
2. La surveillance des comportements par l'identification des différentes pratiques anticoncurrentielles :
  - Les ententes illicites entre entreprises, terme générique désignant les accords entre entreprises, les décisions d'associations d'entreprises, les pratiques concertées, etc.
  - Les situations de domination et de dépendance, notamment les abus de position dominante.

La concurrence déloyale entre entreprises n'est pas une incrimination de droit de la concurrence dans la mesure où elle ne sanctionne pas le comportement d'une entreprise sur le marché mais le manquement d'une entreprise à une concurrence loyale envers une autre entreprise. Elle appartient au droit de la responsabilité délictuelle et se résout en dommages-intérêts.

### Sanctions du droit de la concurrence
- Sanctions pécuniaires :
  - Amendes imposées par les autorités de concurrence
  - Dommages et intérêts : les victimes de pratiques anticoncurrentielles peuvent également introduire une action en Responsabilité civile. À l'échelle de l'Union européenne, le régime indemnitaire dont peuvent se prévaloir les victimes a été harmonisé par la Directive (UE) n°2014/104 du 26 novembre 2014, transposée ultérieurement dans les États-membres. En substance, ce texte déroge à certains principes du droit commun de la responsabilité civile, pour adapter ce dernier aux spécificités des dommages causés par des infractions aux règles de concurrence.

- La nullité des conventions (contrats) ou de certaines dispositions de celles-ci,
- Le démantèlement antitrust, comme le permet notamment le droit aux États-Unis.

### Autorités de concurrence
L’application du droit de la concurrence est assurée par les autorités de concurrence. Les fonctions de ces dernières sont assumées conjointement ou alternativement par un juge, des autorités politiques ou des institutions indépendantes, dont certaines peuvent être des autorités de régulation sectorielle. Les recours formés contre ces décisions sont déférés devant un juge du second degré.

## Droit par pays

### Aux États-Unis
Le droit de la concurrence est apparu aux États-Unis avec le Sherman Antitrust Act de 1890, codifié aux paragraphes 1 à 7 de l'article 15 de l'United States Code (U.S.C.) et le Clayton Antitrust Act codifié aux articles 15 U.S.C. (§ 12-27) et 29 U.S.C. (§ 52-53). Cette loi avait pour but de limiter la puissance des grandes entreprises dont le poids était tel que beaucoup craignaient qu'elles menacent l'organisation démocratique de la société et que, en réduisant la concurrence, risquent de nuire aux intérêts des consommateurs et à la société dans son ensemble. Le Clayton Antitrust Act est une loi américaine datant de 1914 servant de complément à la Sherman Antitrust Act.
Aux États-Unis à la fin du XIXe siècle, les grands hommes d'affaires tels que John Rockefeller (pétrole) ou Andrew Carnegie (acier) avaient réussi à monopoliser leur branche professionnelle en utilisant des moyens qui s'apparentaient à peu de chose près à du gangstérisme. 
La première loi antitrust contraignit alors Rockefeller à scinder sa Standard Oil en six sociétés, et à vendre la majorité des actions détenues dans cinq d'entre elles.

### Dans l'Union européenne
La libre concurrence est l'une des obligations imposée aux États-membres par l'article 3 du Traité de Rome : « l'action de la Communauté comporte […] l'établissement d'un régime assurant que la concurrence n'est pas faussée dans le marché commun ».
Les articles 81 à 89 du Traité instituant la Communauté européenne demeurés inchangés depuis le Traité de Rome du 25 mars 1957 (articles 85 à 94 de la version initiale). Les anciens articles 81 à 89 sont devenus les articles 101 à 109 depuis la nouvelle codification issue du Traité de Lisbonne.
La Commission européenne assure l'application de ce régime, elle est dotée notamment de pouvoirs d'investigation et de sanction à cet effet.
Sa compétence en la matière est exercée par sa Direction Générale "Concurrence", aussi appelée "DG Comp" par référence à l'appellation anglophone fréquemment usitée dans les autres langues de l'Union européenne. Le recours est porté devant le Tribunal de l'Union européenne et la CJUE (Cour de justice de l'Union européenne).

#### En Belgique
Le droit belge de la concurrence a été instauré pour la première fois par la Loi sur la protection de la concurrence économique du 5 août 1991. Elle fut suivie par une seconde Loi sur la protection de la concurrence économique du 15 septembre 2006, censée réformer en profondeur un régime inefficace mais qui échoua à donner les résultats escomptés en raison d'un manque patent de ressources financières. Le 3 avril 2013, une nouvelle loi belge de concurrence est adoptée, incorporée dans un nouveau Code de droit économique. Simultanément, une enveloppe budgétaire de 2,5 millions d'euros est votée pour suppléer aux carences financières de l'Autorité belge de la concurrence.
L'Autorité belge de concurrence est à présent composée de l'Auditorat, chargé de recevoir les plaintes et d'instruire les dossiers, du Président, chargé d'organiser les travaux de l'Autorité et de connaître des recours contre les décisions de classement de l'Auditorat, et du Collège de la concurrence, chargé de se prononcer au provisoire sur les demandes urgentes, ou sur le fond des dossiers au terme de l'instruction menée par l'Auditorat. Un Comité de Direction chargé de rédiger des lignes directrices concernant l’application des règles belge de concurrence.
Les décisions du Collège de la concurrence peuvent être assorties d'amendes. Elles peuvent faire l'objet d'un recours devant la Cour d'appel de Bruxelles.
L'Autorité belge de la concurrence combat les ententes illégales entre entreprises ainsi que les abus de position dominantes, que ce soit sur la base des dispositions belges (art. IV.1 et IV.2 du Code de droit économique) ou sur la base des dispositions européennes équivalentes (art. 101 et 102 du Traité sur le fonctionnement de l'Union européenne). Le 4 avril 2019, une réforme du Code de droit économique a étendu les compétences de l'Autorité belge de la concurrence qui devient également compétente pour sanctionner les abus de dépendance économique.

#### En France
Le droit français de la concurrence a été instauré par l'ordonnance du 1er décembre 1986. « Les prix des biens, produits et services relevant antérieurement de ladite ordonnance sont librement déterminés par le jeu de la concurrence ». L'ordonnance a institué le Conseil de la concurrence, remplacé depuis 2008 par l'Autorité de la concurrence. Ses dispositions ont été codifiées dans le livre IV (articles 410-1 à 470-8) du Code de commerce.
En matière de pratiques anticoncurrentielles, l'Autorité de la concurrence prend des décisions, et le cas échéant, prononce des sanctions, susceptibles de recours devant la Cour d'appel de Paris (section concurrence) et la Cour de cassation. Les enquêtes de l'Autorité de la concurrence sont conduites par ses services d'instruction, lesquels sont dirigés par le rapporteur général ; les décisions sont prononcées par son organe appelé « collège ».
La Direction générale de la concurrence de la consommation et de la répression des fraudes (DGCCRF) initie des enquêtes de concurrence, de la même manière que les services d'instruction de l'Autorité de la concurrence. La DGCCRF et l'Autorité de la concurrence ont ainsi des compétences concurrentes en ce qui concerne les enquêtes portant sur des pratiques anticoncurrentielles, y compris pour les pratiques anticoncurrentielles de dimension nationale. Seule l'Autorité de la concurrence a toutefois le pouvoir de prononcer des sanctions. Ainsi, lorsqu'une enquête émanant de la DGCCRF met en évidence l'existence de pratiques anticoncurrentielles, le dossier d'enquête sera transmis à l'Autorité de la concurrence. Depuis l'Ordonnance du 13 novembre 2008, toutefois, la DGCCRF a le pouvoir de conclure des transactions avec les entreprises ayant participé à des pratiques anticoncurrentielles de dimension locale, ces transactions mettant fin à toute poursuite.
Les tribunaux de l'ordre judiciaire sont également conduits à trancher eux-mêmes toute question appelant l'application du droit des pratiques anticoncurrentielles, notamment à l'occasion de litiges civils. Ces derniers comprennent en premier lieu les actions indemnitaires intentées par les victimes de pratiques anticoncurrentielles, généralement à la suite d'une décision émanant d'une autorité de concurrence et ayant préalablement constaté l'existence de telles pratiques. De manière plus générale, la justice civile peut être également conduite à apprécier, entre autres exemples, la validité d'une clause contractuelle dont l'application pourrait contrevenir aux règles de concurrence. En raison de la forte technicité du droit des pratiques anticoncurrentielles, seules huit juridictions civiles de première instance réparties sur le territoire national et une seule juridiction d'appel (la cour d'appel de Paris), ainsi que la Cour de cassation sur les questions de droit, ont qualité à trancher de tels litiges. Quant aux poursuites pénales fondées sur des pratiques anticoncurrentielles, celles-ci restent rarissimes en France.
En France, depuis le règlement communautaire 1/2003, le juge judiciaire, ainsi que l'Autorité de la concurrence sont compétents pour appliquer directement le droit de la concurrence de l'Union européenne. Ce dernier est en effet applicable même à des pratiques exclusivement commises sur le territoire national, dès lors que celles-ci sont susceptibles d'affecter le commerce entre États-membres (cela sera généralement le cas lorsque le marché en cause est de dimension nationale). Mais les règles de concurrence applicables au niveau national étant généralement le décalque de celles applicables à l'échelle de l'Union européenne (définies pour l'essentiel aux articles 101 et 102 du Traité sur le fonctionnement de l'Union européenne), les conflits de normes entre les unes et les autres sont de fait inexistants. Cette remarque est d'ailleurs vérifiée pour l'ensemble des États-membres de l'Union européenne. Dans le cadre d'une procédure nationale mettant en jeu une règle de concurrence de l'Union européenne, le juge judiciaire pourra toujours saisir à titre préjudiciel la Cour de justice de l'Union européenne en cas de difficulté d'interprétation.
En matière de contrôle des concentrations, afin de renforcer l'indépendance de ce contrôle vis-à-vis du pouvoir politique, la loi de modernisation de l'économie du 4 août 2008 (dite « LME ») a mis fin à la compétence du ministre de l’Économie et confié le contrôle des concentrations à l'Autorité de la concurrence. Cette dernière est ainsi compétente pour se prononcer sur les projets de rapprochement entre entreprises (la DGCCRF n'ayant aucune compétence dans le contrôle des concentrations), et sous réserve de la compétence de la Commission européenne pour les projets de rapprochement entre entreprises de dimension européenne. Les décisions prises par l'Autorité de la concurrence en matière de contrôle des concentrations peuvent faire l'objet d'un recours devant le Conseil d’État (à la différence de celles prononcées en matière de pratiques anticoncurrentielles, lesquelles font l'objet de recours uniquement devant la cour d'appel de Paris et la Cour de cassation). Depuis 2008, le ministre de l’Économie conserve toutefois, à titre exceptionnel, un pouvoir d'évocation pour les dossiers revêtant une importance stratégique et qui permet au ministre de passer outre à la décision de l'Autorité de la concurrence. Ce pouvoir a été mis en œuvre pour la première fois en juillet 2018 dans le cadre du rachat des actifs du groupe William Saurin (mis en redressement judiciaire en 2017) : dans cet exemple unique, le maintien de l'emploi était vraisemblablement l'enjeu ayant conduit le ministre à intervenir.

### En Suisse
Le droit de la concurrence en Suisse représente l'ensemble des normes légales suisses concernant la concurrence (en particulier les cartels) et leur application.

### En droit international
La politique de la concurrence est l'un des nouveaux axes de travail de l'Organisation mondiale du commerce lors de la Conférence de Singapour en 1996. Les discussions sur ce point sont actuellement[Quand ?] au point mort, et ce depuis la "Décision de juillet" de 2004, qui retire la question du Programme de travail de l'OMC. L'équipe chargée du dossier est dès lors rendue inactive.